# Гантварг, Георгий
Георгий Гантварг (Пустой шаблон {{ВД-Преамбула}} ) — российский легкоатлет. Выступал за спортивные клубы «Унитас» и Санкт-Петербургский кружок любителей спорта.
Девятикратный победитель первой и второй российских олимпиад. В 1913 году он одержал победы в беге на 110 метров с барьерами с результатом 16,8 секунды (что стало рекордом России), в прыжках в высоту (1,45 м), в прыжках в длину с места (2,97 м, рекорд России), а также в прыжке в длину и пятиборье. В 1914 году он вновь стал лучшим в беге на 110 метров с барьерами, тройном прыжке, пятиборье и десятиборье.
Кроме того, Гантварг шесть раз побеждал на первенствах Российской империи. В 1912 году он стал чемпионом в толкании ядра, в 1913 году — в пятиборье, а в 1914 году вновь стал золотым призёром в беге на 110 метров с барьерами, тройном прыжке, пятиборье и десятиборье.